# تيم فايرينن
تيم فايرينن (بالفنلندية: Tim Väyrynen) هو لاعب كرة قدم فنلندي في مركز الهجوم، ولد في 30 مارس 1993 في إسبو في فنلندا. شارك مع منتخب فنلندا تحت 19 سنة لكرة القدم ومنتخب فنلندا تحت 21 سنة لكرة القدم ومنتخب فنلندا لكرة القدم. أما مع النوادي، فقد لعب مع بوروسيا دورتموند ب وبوروسيا دورتموند ودينامو درسدن ونادي فيكتوريا كولن وهونكا.

## وصلات خارجية
- تيم فايرينن على موقع الاتحاد الدولي (مؤرشف)  (الإنجليزية)
- تيم فايرينن على موقع الاتحاد الأوربي (الإنجليزية)
- تيم فايرينن على موقع قاعدة بيانات كرة القدم.إي يو (الإنجليزية)
- تيم فايرينن على موقع ناشيونال فوتبول تيمز (الإنجليزية)
- تيم فايرينن على موقع Soccerway.com (الإنجليزية)
- تيم فايرينن على موقع عالم كرة القدم.نت (الإنجليزية)